# Criș (Hunyad megye)
Criș románul: Criș, falu Romániában, Erdélyben, Hunyad megyében.

## Fekvése
Blezseny (Blăjeni) mellett fekvő település.,

## Története
Criş korábban Blezseny (Blăjeni) része volt. 1956-ban lett önálló település 488 lakossal.
1966-ban 464 lakosa volt, melyből 460 román, 4 cigány volt. 1977-ben 406 lakosából 379 román, 27 cigány volt. 1992-ben 347 román, a 2002-es népszámláláskor 303 román lakosa volt.